# 만저우향

만저우향의 위치

만저우향(한국어: 만주향, 중국어: 滿州鄉, 병음: Mǎnzhōu Xiāng)은 중화민국 핑둥현의 향이다. 넓이는 142.2013km2이고, 인구는 2015년 8월 기준으로 8,055명이다.

## 지리
만저우향은 핑둥현 남단에 위치하고, 북쪽 및 서북쪽은 무단향과 서쪽은 처청향과 남쪽 및 남서쪽은 헝춘진과 각각 접하고, 동쪽은 태평양에 접하고 있다. 헝춘반도 동부의 구릉지대에 위치해, 지질상으로는 중양산맥의 일부로 분류되고 있다. 이 때문에 향내에는 산이 많지만, 지세는 비교적 완만하고 해발은 700m이하이다. 기후는 열대 몬순 기후에 속하고, 매년 10월부터 이듬해 2월까지는 지형 관계로 강한 산바람을 받는다.

## 역사
만저우향은 옛날에는 원주민인 파이완족의 거주지이며, 옛 이름은 문솔포(蚊蟀埔)이다. '문솔포'의 지명은, 원주민이 수렵을 행한 후, 먹다가 남긴 부위를 방치했기 때문에 동물의 썩은 냄새가 주위에 진동했던 것에서 유래한다. 파이완어로는 '냄새나다'는 Manutsuru이고, 대만어로 소리의 가까운 문솔(蚊蟀, báng-sut)로 음역되어 후에 이주 한 한족에 의해 문솔포로 불리었다.
1920년의 타이완 지방제 개편 때 도코군의 류큐장과 한 쌍을 이루고, 또 일본어로 문솔과 소리가 가까운 만슈(満州)로 개명되어, 만슈장(満州庄)을 다카오주 고슌군의 관할로서 설치했다. 전후에는 가오슝현 만저우향으로 개편되었고 1950년에 핑둥현에 귀속되었다.

## 관광
- 칸딩 국가공원